# Muhittin Üstündağ

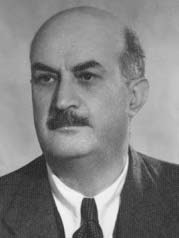
Muhittin Üstündağ (1939)

Muhittin Memduh Üstündağ (geboren 1884 auf Chios; gestorben am 30. April 1953 in Istanbul) war ein türkischer Politiker. Er war von 1926 bis 1938 Bürgermeister der Stadt Istanbul und von 1945 bis 1946 Abgeordneter der Großen Nationalversammlung der Türkei.

## Leben
Muhittin Üstündağ wurde 1884 auf der Insel Chios als Sohn des Distriktgouverneurs İmroz Hayri Bey und der Cemile Hanım geboren. Nach einer Verwaltungsausbildung arbeitete er im öffentlichen Dienst in den Distrikten Mekri (Fethiye) und Milas und wurde dann nach Istanbul berufen, wo er bei der Polizeistation Arnavutköy und in der Gemeinde Üsküdar arbeitete. Nach der Ausrufung der Republik war Üstündağ vom 15. Februar 1924 bis zum 29. Juni 1925 Generaldirektor für Sicherheit der Republik Türkei.
Am 27. Januar 1926 wurde er zum Bürgermeister von Istanbul und am 14. Juli 1928 zum Gouverneur von Istanbul ernannt. Seine Amtszeit fiel in die Zeit der umfassenden Gesellschaftsreformen von Staatspräsident Mustafa Kemal Pascha, die Üstündağ in Istanbul umsetzen musste, darunter auch die Reform des Schulwesens und der erste Stadtentwicklungsplan. In Üstündağs Amtszeit wurde die Stadt umfassend modernisiert, insbesondere wurden zahlreiche neue Brücken in Betrieb genommen, die als Stahlbetonbrücken die alten Holzbrücken ersetzten. Außerdem wurden Maßnahmen zur Regulierung des stark gestiegenen Istanbuler Verkehrs durchgeführt und Straßenbahnlinien und Buslinien ausgebaut. Auch in die Kultur wird investiert. Das Dârülbedâyi-Theater wurde als İstanbul Büyükşehir Tiyatroları der Stadtverwaltung von Istanbul angegliedert und eine Theaterberufsschule gegründet. Diese existierte allerdings nur zwei Jahre, dann wurde mit Unterstützung von Üstündağ ein Konservatorium in Istanbul eröffnet.
In den ersten Jahren der Republik wurde in Istanbul auch im Bereich der öffentlichen Gesundheit investiert. Während Üstündağs Zeit wurde das Cerrahpaşa-Krankenhaus um eine Klinik zur Bekämpfung der Tuberkulose erweitert und in verschiedenen Teilen der Stadt Apotheken eingerichtet. Für die Armenviertel wurden mobile Gesundheitsdienste gegründet und das Zeynep-Kâmil-Krankenhaus saniert und wieder in Betrieb genommen.
Während der Trauerfeier nach dem Tod von Republikgründer und Präsident Mustafa Kemal Atatürk am 10. November 1938 löste der Ansturm von Menschen eine Panik aus, bei der viele Menschen ihr Leben verloren. Üstündağ wurde kritisiert, weil er keine Vorsichtsmaßnahmen ergriffen hatte. Gemeinsam mit dem Polizeichef wurde der Bürgermeister am 30. November 1938 entlassen und Lütfi Kırdar zum Nachfolger berufen. Üstündağ wurde am 15. Februar 1939 in den Ruhestand versetzt.
Üstündağ wurde bei den Nachwahlen zur Großen Nationalversammlung am 17. Juni 1945 als unabhängiger Abgeordneter aus Istanbul gewählt. Er starb am 30. April 1953 an den Folgen eines Herzinfarkts.